# 海南蝴蝶兰
海南蝴蝶兰（学名：Phalaenopsis hainanensis）为兰科蝴蝶兰属下的一个种。其种加词“hainanensis”意为“海南的”。
现接受名为滇西蝴蝶兰（Phalaenopsis stobartiana Rchb.f., 1877）。